# Viðarlundin
Viðarlundin (dansk: den lille skov eller plantagen) er Tórshavns bypark og Færøernes største plantage.
Efter at at være blevet udvidet 1969 og 1979, dækker den nu et areal på 7,67 ha og er dermed byens største parkanlæg. I byen Tórshavn er der ni forskellige steder anlagt en skov, en park eller en plantage på tilsammen 56,7 ha. I alt er der på Færøerne ca. 77,6 ha som er skovklædt, som er 0,06 % af Færøernes samlede areal.
Parken blev anlagt 1903. I december 1988 blev den på grund af en voldsom orkan delvist ødelagt. Siden den tid er den igen blevet beplantet. Ved parkens højeste punkt er der et mindesmærke for de mange omkomne færøske sømænd og fiskere under 2. verdenskrig.
Plantagen viser, at træer kan overleve på Færøerne. Det er også grunden at byparken har en høj værdi i færingernes nationalbevidsthed, som ellers må affinde sig med, at
- de overalt værende får ødelægger al trævækst;
- gennemsnitstemperaturerne ganske vist er milde, men træerne kan ødelægges af pludselige store temperaturforskelle;
- heftige storme er ingen sjældenhed;
- jordlaget over basalten er tyndt og trærødderne har derfor kun lidt hold mod kraftige storme.

I Tórshavn bypark befinder der sig en række skulpturer, som tilhører det i nærheden beliggende Færøernes Kunstmuseum. Også den arkitektonisk værdifulde katolske St. Mariekirke befinder i udkanten af parken. En bæk gennemstrømmer parken, og i den herværende dam kan mange forskellige andearter observeres.

## Andre skove og plantager på Færøerne
Med Viðarlundin í Tórshavn som forbillede blev flere andre skove anlagt rundt omkring på øerne, f.eks. på øen Eysturoy: Viðarlundin á Selatrað, på Borðoy: Viðarlundin úti í Grøv, på øen Suðuroy: Viðarlundin í Vági, Viðarlundin í Trongisvági, Viðarlundin við Suðuroyar Sjúkrahús og Viðarlundin við Tvøroyrar kirkju. Derudover blev der også anlagt enkelte skove på nogle af de mindre øer, f.eks. på Vágar: Viðarlundin á Tungu (Miðvágur) og Viðarlundin á Abbreyt (Sandavágur), på Kalsoy: Viðarlundin í Mikladali, på Kunoy: Viðarlundin í Kunoy.

## Billeder fra Viðarlundin i Tórshavn
- Udsigt over parken.
- En dam i bækken.
- Sti ved bækken Havnará.
- Træ som faldt i orkanen 1988, men overlevede.
- Den nordlige del med kunstmuseet.
- Færøernes Kunstmuseum.
- En skulptur i parken.
- Mariukirkjan, den katolske kirke, set fra parken.
- Viðarlundin på Olaifesten 2010.
- Mindesmærket for omkomne sømænd.
- Informationsskilt om fuglelivet i Viðarlundin.

62°00′34″N 6°47′21″V / 62.0094°N 6.7891°V